# Macrotrachela macmilliani
Macrotrachela macmilliani är en hjuldjursart som beskrevs av Colin Milne 1916. Macrotrachela macmilliani ingår i släktet Macrotrachela och familjen Philodinidae. Inga underarter finns listade i Catalogue of Life.